# Olisthopus pusio
Olisthopus pusio är en skalbaggsart som beskrevs av Thomas Casey. Olisthopus pusio ingår i släktet Olisthopus och familjen jordlöpare. Inga underarter finns listade i Catalogue of Life.